# NHL Winter Classic 2009
NHL Winter Classic 2009, zbog sponzora poznatiji kao Bridgestone NHL Winter Classic 2009, drugi je po redu Winter Classic, odnosno utakmica u NHL-u koja se jednom godišnje, na Novu godinu, održava na otvorenom. NHL je za Winter Classic izabrala dvije momčadi koje su igrale i u prvoj sezoni najbolje svjetske hokejske lige. Detroit Red Wingsi pobijedili su kao gosti Chicago Blackhawkse 6:4 u drugom po redu Winter Classicu održanom na Wrigley Fieldu, stadionu bejzbol ekipe Chicago Cubsa ispred 40.818 gledatelja na 0 °C. Zanimanje za ovu utakmicu bilo ogromno govori podatak da je 240,000 navijača sudjelovalo u ždrijebu za prodaju ulaznica.

## Tijek utakmice[3]
Bio je to 701. dvoboj ovih dviju momčadi, koje su bile među šest pokretača NHL-a. To je rekord po broju sudara između bilo koje dvije ekipe u NHL-u. Utakmica je osim u odličnom ugođaju, odigrana i u odličnim uvjetima. Temperatura se spustila do četiri stupnja ispod nule, snijega nije bilo, a niti vjetar nije stvarao velike probleme igračima. 
U prvom periodu Detroit je zaradio dva isključenja već u prve dvije minute, a to Chicago koristi i pogotkom Krisa Versteega dolaze do vodstva. Nakon toga su zaredala isključenja domaćina, a sada je gol s igračem više postigao Detroit, preko Mikaela Samuelssona. Nova prilika s igračem više donijela je i novi pogodak za Chicago. Martin Havlát je ispred gola lijepo u mrežu pospremio dodavanje Versteega. Do kraja perioda još je Ben Eager nakon krasne solo akcije postigao pogodak i Chicago je imao lijepu prednost protiv tadašnjih prvaka. Međutim, Detroit je nakon toga odigrao fantastičnih 40 minuta.
Drugi period je odmah krenuo s pritiskom Red Wingsa, a Jiří Hudler se najbolje snašao pred golom domaćih i smanjio rezultat. Vrlo slična akcija donijela je izjednačenje, a ponovno je zabio Hudler. Nakon toga na scenu je stupio Pavel Dacjuk. Rus je solo akcijom ispremiješao cijelu obranu Chicaga, a zatim i vratara Cristobala Hueta i postigao jedan od najljepših pogodaka, ne samo ove utakmice, već i cijele sezone. Chicago jednostavno više nije uspio uspostaviti ravnotežu, a kamoli ozbiljnije zaprijetiti, dok su Red Wingsi nastavili s ubojitim napadima prema vratima Hueta. U trećem periodu ponovno gol s igračem više za Detroit. Brian Rafalski se lijepo snašao pred vratima i povećao vodstvo na 5:3. Ubrzo zatim zabio je i Brett Lebda i utakmica je već bila zaključena. Do kraja je ipak Chicago smanjio jer je deset sekundi prije kraja, ponovno s igračem više, s plave linije pogodio Duncan Keith. 

## Golovi na utakmici[4]
| Trećina    | Momčad | Pogodci                    | Asistencije                                | Vrijeme | Rezultat |
| ---------- | ------ | -------------------------- | ------------------------------------------ | ------- | -------- |
| 1. trećina | CHI    | Kris Versteeg (11) (PP)    | Martin Havlat (18), Brent Seabrook (7)     | 3:24    | 1:0 CHI  |
| 1. trećina | DET    | Mikael Samuelsson (8) (PP) | Henrik Zetterberg (18), Marian Hossa (18)  | 9:50    | 1:1      |
| 1. trećina | CHI    | Martin Havlat (10) (PP)    | Kris Versteeg (20), Brian Campbell (21)    | 12:37   | 2:1 CHI  |
| 1. trećina | CHI    | Ben Eager (7)              | Martin Havlat (19)                         | 19:18   | 3:1 CHI  |
| 2. trećina | DET    | Jiri Hudler (14)           | Marian Hossa (19), Henrik Zetterberg (19)  | 1:14    | 3:2 CHI  |
| 2. trećina | DET    | Jiri Hudler (15)           | Brian Rafalski (24), Nicklas Lidstrom (20) | 12:43   | 3:3      |
| 2. trećina | DET    | Pavel Dacjuk (16)          | Johan Franzen (10), Brian Rafalski (25)    | 17:17   | 4:3 DET  |
| 3. trećina | DET    | Brian Rafalski (5) (PP)    | Jiri Hudler (17), Tomas Holmstrom (13)     | 3:07    | 5:3 DET  |
| 3. trećina | DET    | Brett Lebda (3)            | Henrik Zetterberg (20), Marian Hossa (19)  | 3:24    | 6:3 DET  |
| 3. trećina | CHI    | Duncan Keith (5) (PP)      | Patrick Sharp (12), Jonathan Toews (20)    | 19:50   | 6:4 DET  |

## Momčadski sastavi
| Detroit Red Wings | | | | | |
| Vratari           | Chris Osgood, Ty Conklin | Chris Osgood, Ty Conklin | Chris Osgood, Ty Conklin | Chris Osgood, Ty Conklin | Chris Osgood, Ty Conklin |
| Braniči           | Andreas Lilja, Nicklas Lidström, Brett Lebda, Brad Stuart, Chris Chelios, Brian Rafalski, Niklas Kronwall                                                                 | Andreas Lilja, Nicklas Lidström, Brett Lebda, Brad Stuart, Chris Chelios, Brian Rafalski, Niklas Kronwall                                                                 | Andreas Lilja, Nicklas Lidström, Brett Lebda, Brad Stuart, Chris Chelios, Brian Rafalski, Niklas Kronwall                                                                 | Andreas Lilja, Nicklas Lidström, Brett Lebda, Brad Stuart, Chris Chelios, Brian Rafalski, Niklas Kronwall                                                                 | Andreas Lilja, Nicklas Lidström, Brett Lebda, Brad Stuart, Chris Chelios, Brian Rafalski, Niklas Kronwall                                                                 |
| Napadači          | Daniel Cleary, Pavel Dacjuk, Kirk Maltby, Jiří Hudler, Kris Draper, Mikael Samuelsson, Henrik Zetterberg, Valtteri Filppula, Marián Hossa, Johan Franzén, Tomas Holmström | Daniel Cleary, Pavel Dacjuk, Kirk Maltby, Jiří Hudler, Kris Draper, Mikael Samuelsson, Henrik Zetterberg, Valtteri Filppula, Marián Hossa, Johan Franzén, Tomas Holmström | Daniel Cleary, Pavel Dacjuk, Kirk Maltby, Jiří Hudler, Kris Draper, Mikael Samuelsson, Henrik Zetterberg, Valtteri Filppula, Marián Hossa, Johan Franzén, Tomas Holmström | Daniel Cleary, Pavel Dacjuk, Kirk Maltby, Jiří Hudler, Kris Draper, Mikael Samuelsson, Henrik Zetterberg, Valtteri Filppula, Marián Hossa, Johan Franzén, Tomas Holmström | Daniel Cleary, Pavel Dacjuk, Kirk Maltby, Jiří Hudler, Kris Draper, Mikael Samuelsson, Henrik Zetterberg, Valtteri Filppula, Marián Hossa, Johan Franzén, Tomas Holmström |

| Chicago Blackhawks | | | | | |
| Vratari            | Cristobal Huet, Nikolaj Khabibulin | Cristobal Huet, Nikolaj Khabibulin | Cristobal Huet, Nikolaj Khabibulin | Cristobal Huet, Nikolaj Khabibulin | Cristobal Huet, Nikolaj Khabibulin |
| Braniči            | Duncan Keith, Brent Seabrook, Matt Walker, Cam Barker, James Wisniewski, Brian Campbell                                                                                    | Duncan Keith, Brent Seabrook, Matt Walker, Cam Barker, James Wisniewski, Brian Campbell                                                                                    | Duncan Keith, Brent Seabrook, Matt Walker, Cam Barker, James Wisniewski, Brian Campbell                                                                                    | Duncan Keith, Brent Seabrook, Matt Walker, Cam Barker, James Wisniewski, Brian Campbell                                                                                    | Duncan Keith, Brent Seabrook, Matt Walker, Cam Barker, James Wisniewski, Brian Campbell                                                                                    |
| Napadači           | Patrick Sharp, Andrew Ladd, Jonathan Toews, Troy Brouwer, Martin Havlát, Craig Adams, Kris Versteeg, Dustin Byfuglien, Dave Bolland, Colin Fraser, Ben Eager, Patrick Kane | Patrick Sharp, Andrew Ladd, Jonathan Toews, Troy Brouwer, Martin Havlát, Craig Adams, Kris Versteeg, Dustin Byfuglien, Dave Bolland, Colin Fraser, Ben Eager, Patrick Kane | Patrick Sharp, Andrew Ladd, Jonathan Toews, Troy Brouwer, Martin Havlát, Craig Adams, Kris Versteeg, Dustin Byfuglien, Dave Bolland, Colin Fraser, Ben Eager, Patrick Kane | Patrick Sharp, Andrew Ladd, Jonathan Toews, Troy Brouwer, Martin Havlát, Craig Adams, Kris Versteeg, Dustin Byfuglien, Dave Bolland, Colin Fraser, Ben Eager, Patrick Kane | Patrick Sharp, Andrew Ladd, Jonathan Toews, Troy Brouwer, Martin Havlát, Craig Adams, Kris Versteeg, Dustin Byfuglien, Dave Bolland, Colin Fraser, Ben Eager, Patrick Kane |

## Vanjske poveznice
- Službena stranica na NHL.com